# Supercoppa di Germania 2007 (pallacanestro)
La Supercoppa di Germania 2007 (ufficialmente BBL Champions Cup 2007) è stata la 2ª edizione della Supercoppa di Germania.
La partita è stata disputata il 2 ottobre 2007 presso l'Arena Ludwigsburg di Ludwigsburg tra il Bamberger, campione di Germania 2006-07 e e il Colonia 99ers, vincitore della DBB-Pokal 2007.

## Finale
| Ludwigsburg 2 ottobre 2007, ore 19:30 UTC+2 | Bamberger  | 70 – 51 (13-18, 30-35, 47-43) referto                                                                    | Colonia 99ers | Arena Ludwigsburg (3.698 spett.) |
| \| \| \| \| \| Ohlbrecht 12 \| Punti \| 11 Nađfeji \| \| Hamman 5 \| Assist \| 3 Raivio, Sumpter \| \| Okulaja 5 \| Rimbalzi \| 9 Bjelica \| \| 6 Hamman• 7 Greene• 8 Šuput• 13 Okulaja• 22 Schenscher 5 Hauer• 10 Fenn• 11 Pavic• 12 Garrett• 14 Ohlbrecht• 24 Dickel \| Formazioni \| 5 Raivio• 11 Bjelica• 21 Sinanović• 23 McElroy• 34 Sumpter 8 Nađfeji• 14 Kešelj• 17 Schwethelm• 18 Pleiß \| \| Dirk Bauermann \| Allenatori \| Saša Obradović \| |            | |               |                                  |
| |            | |               |                                  |
| Ohlbrecht 12 | Punti      | 11 Nađfeji                                                                                               |               |                                  |
| Hamman 5 | Assist     | 3 Raivio, Sumpter                                                                                        |               |                                  |
| Okulaja 5 | Rimbalzi   | 9 Bjelica                                                                                                |               |                                  |
| 6 Hamman• 7 Greene• 8 Šuput• 13 Okulaja• 22 Schenscher 5 Hauer• 10 Fenn• 11 Pavic• 12 Garrett• 14 Ohlbrecht• 24 Dickel | Formazioni | 5 Raivio• 11 Bjelica• 21 Sinanović• 23 McElroy• 34 Sumpter 8 Nađfeji• 14 Kešelj• 17 Schwethelm• 18 Pleiß |               |                                  |
| Dirk Bauermann | Allenatori | Saša Obradović                                                                                           |               |                                  |